# جرج ئی. دیویس
جرج ئی. دیویس (انگلیسی: George E. Davis; ۲۷ ژوئیهٔ ۱۸۵۰ – ۲۰ آوریل ۱۹۰۷) به عنوان پدر بنیان‌گذار رشته مهندسی شیمی شناخته می‌شود.